# Gutmanns Reisen
Gutmanns Reisen ist eine Erzählung von Wilhelm Raabe, die vom Juni 1890 bis zum Oktober 1891 entstand und im Dezember 1891 bei Otto Janke in Berlin erschien. Kurz zuvor war der Text in der „Deutschen Romanzeitung“ desselben Verlegers vorabgedruckt worden. Im April 1909 erlebte Raabe die Nachauflage des Buches.
Der Autor hatte 1860 persönlich an einer Tagung des Deutschen Nationalvereins in Coburg teilgenommen. Herzog Ernst, dazumal unter den Fürsten Deutschlands einer der ganz wenigen Förderer liberal Gesinnter, hatte sein Reithaus am Coburger Schlossplatz als Tagungsort für diesen Verein, der „keine reale Macht besitzt“, zur Verfügung gestellt.
Seine Erlebnisse und Eindrücke hat Raabe in dem Text mit freien Erfindungen verquickt. Erzählt wird, wie sich ein junges Paar findet. Die Glücklichen – mit niedersächsischen und oberfränkischen Wurzeln – sind der Herr Kameralsupernumerar Wilhelm Gutmann – genannt Willi – aus H. und das Fräulein Klotilde Blume aus Jean Pauls Geburtsort Wunsiedel.
In der Erzählung werden die erfolglosen Bemühungen der gemäßigten Demokraten um die deutsche Einheit liebevoll-nachsichtig verspottet. Raabe macht in dem Zusammenhang aus seiner Sympathie für den späteren Reichsgründer Bismarck kein Hehl.

## Inhalt
Frau Line Gutmann steht in ihrem „Käseladen am Marktplatz, der Apotheke gegenüber“ und sieht der Reise ihres Sohnes Willi zur ersten Generalversammlung des Deutschen Nationalvereins nach Coburg mit gemischten Gefühlen entgegen. Rückblickend auf das Jahr 1848 fragt sich die Mutter besorgt: Was wird der Landesherr zu dem Abenteuer seines „beförderungsfähigen“ Untergebenen, des studierten Juristen Wilhelm Gutmann, sagen? Wird sich der Junge die Karriere verderben? Zwar reist Willi in Begleitung seines Vaters von Norddeutschland nach Südthüringen, „um das deutsche Volk unter einen Hut zu bringen“, doch das ist für die Mutter ein schwacher Trost. Die Frau denkt nur ungern an das „Großhandelsherumtreiben“ des damals noch unverheirateten Kaufmannes aus Hamburg zurück. Line zetert: „Auf der einen Seite wollt ihr das neue Deutsche Reich gründen; auf der andern möchtet ihr doch gern alles beibehalten, was das alte in tausend Fetzen zerrissen hat. Kinder, die Sache ist eben die, ihr wißt selber nicht, was ihr wollt!“
Vater und Sohn lassen sich nicht beeindrucken. Etwas Besseres als der Deutsche Bund muss her. „Kleinkrämer, Kleinstädtler, Kleinstaatler“ wollen „das neue Deutsche Reich“ gründen. Willis Vater, im „Klein-Käse- und Groß-Kornhandel“ vermögend geworden, kriegt nun im Alter von fast sechzig Jahren seinen zweiten Reisetrieb. Also machen sich „der wieder aufgelebte Reisegreis“ und sein Sohn Willi Anfang September 1860 auf den Weg „zur Gründung von Neudeutschland“. Die Fahrt führt über Kassel nach Coburg. Unterwegs – in Immelborn – steigt Klotilde Blume in das Abteil der beiden Gutmanns zu. Das junge Mädchen hatte es immerhin zwei Monate bei seiner schwierigen kinderlosen Erbtante Adele ausgehalten. Der „ausgesprochene Liebling“ der Tante bedarf nach Ansicht der kinderreichen Familie Blume dringend der Erholung. Die „Belohnung für ihre Familienaufopferung“ winkt in Coburg. Der Vater, Major von Blume und der Onkel, Apotheker Laurian Poltermann – wie die Gutmanns Versammlungsteilnehmer – wollten Klotilde eigentlich auf dem Coburger Bahnhof empfangen, halten aber ihr Versprechen nicht. In der Situation bewährt sich Vater Gutmann, der „alte Hamburger Weltfahrer“, als Retter in der Not. Im Empfangsbüro des Deutschen Nationalvereins ermittelt der Kaufmann über die Präsenzliste das Privatquartier der beiden saumseligen Zecher aus Wunsiedel und lässt sich kurz entschlossen mit dem Sohne im Wohnhaus gegenüber einquartieren.
Auf der Generalversammlung trägt jeder „ein schwarzrotgoldenes Bändchen im Knopfloch“. Unter Vorsitz von Herrn Rittergutsbesitzer Rudolf von Bennigsen aus Hannover reden sich zwar die „politischen Tiere“ aus allen deutschen Landen während mehrerer „schicksalsschwangerer“ Tage die Köpfe heiß, nicht aber Willi. Meist abwesend, kümmert er sich – abseits von dem „gemeinsten, ödesten, schnödesten, allerdummsten, nichtssagendsten Vaterlandsphilisterkrakeel“ – um Klotilde. Das Mädchen langweilt sich in der fremden Stadt und lässt sich von dem jungen Beamten gerne auf eine Bank im Garten der Ehrenburg führen. Willi gilt daheim in H. als umgänglich und gesprächig. Seine Freunde sagen ihm „ein ganz erkleckliches Maulwerk“ nach. Auf der Bank seines Schicksals im herzoglichen Schlossgarten aber muss ihm die ebenfalls schüchterne Klotilde nach längeren Gesprächspausen zu Hilfe kommen. Willi schwatzt nun unaufhörlich konfuses Zeug und stellt schließlich die entscheidende Frage. Diese wird bejaht und die zwei sind ein Paar. Die Heiratsabsicht wird mit einem Kuss bekräftigt. Ein Problem haben Klotilde und ihr für Zeit und Ewigkeit gewonnener Lebensgenosse Willi noch. Das Problem heißt Ritter Alois von Pärnreuther aus Wien. Der edle Schleswig-Holstein-Kämpfer und 1848er Revolutionär ist inzwischen österreichisch-ungarischer Weingroßhändler geworden. Der Adlige, Hausfreund der Familie Gutmann und Willis „Jünglingsideal“ sogar, weilt inkognito in Coburg. Zu allem Überfluss ist der dicke gute alte Alois auch noch Freund des Hauses von Blume. Trotz des Altersunterschiedes haben Klotildes Eltern den Wiener als künftigen Gatten der Tochter auserwählt. Major von Blume sähe es gern, wenn sich „der Wiener Legionar, der Barrikadenkämpfer“ in Coburg ein klein wenig um die vereinsamte Klotilde kümmerte. Der Weingroßhändler – in Willis Erinnerung „schlachtenumdonnert, pulvergeschwärzt, abgerissen ideal und schwarzrotgolden bis ins tiefste, treue, deutsche Herz“ – möchte das auch. Da sind jedoch die nervenaufreibenden Sitzungen der Generalversammlung, die den ganzen Mann fordern. So macht Willi das Rennen; nutzt den „deutschen Zusammenlauf in der herzoglichen Reitbahn“ gewandt aus.
Die eingangs aufgeführten Sorgen der Mutter Line vor Reiseantritt des Sohnes Willi um dessen „bürgerliches Wohlsein“ erhalten neue Nahrung. Ein Brief wartet auf den Adressaten: „An den Hochfürstlichen Kameralsupernumerar Gutmann – Regierungssachen!“ Was wird der Landesherr über die Fahrt nach Coburg denken? Sowohl Mutter Line als auch der Leser tappen im Dunkeln. Folgenschwer kann der Inhalt wohl kaum gewesen sein. Willi und Klotilde heiraten. Aus der Ehe gehen vier Kinder hervor. Wer genau gelesen hat, wusste vom Happyend ohnehin bereits im vierten der fünfundzwanzig Kapitel. Der Erzähler begibt sich nämlich immer einmal in die Zukunft und lässt von dort aus seinen Kammerrat Wilhelm Gutmann in Gedanken einen Blick zurück in die Gegenwart werfen. Also, schlussfolgert der Leser, kann der Held von seinem Landesherren für sein kleines „Vergehen“ keinesfalls des Amtes entkleidet worden sein.

## Zitate
- „Wer sich zu grün macht, den fressen die Ziegen.“[10]
- Raabe zitiert Schiller:[11] „Auf den Bergen ist Freiheit!“[12]
- Raabe zitiert den Coburger Redner Hermann Schulze-Delitzsch: „Der Sieg der nationalen Bewegung in Deutschland ist zugleich der Sieg der Humanität – und diese das Endziel aller Geschichte. Auf diesem Fels, meine deutschen Brüder, ankert unser Recht und unsere Hoffnung; das Gelingen ist nur eine Frage der Zeit.“[13]

## Form
Am 11. Mai 1891 widmet Raabe sein „idyllisch-politisches Epos“ Christian Konrad Jakob Dassel, dem Verfasser der „Merkwürdigen Reisen der Gutmannschen Familie“ aus dem Jahr 1797. Von Pastor Dassel aus Hornbostel habe er sein Handwerk erlernt – zum Beispiel das Verfassen dieses „wahrheitsgetreuen Berichts“. Offenherzig gibt der Erzähler seine Geschwätzigkeit zu: „Wir könnten hier wiederum manche nette Einzelheit berichten, wenn nicht wiederum das Buch dadurch dem Leser zu teuer würde.“ Also verbietet er sich mitunter selbst das Wort: „Das übrige geht uns nichts an.“ Lange hält er die freiwillige Selbstbeschränkung nicht aus. Winzigkleine Aberrationen stehen „in diesen Reiseberichten“ auf der Tagesordnung: „O, du Feste Koburg! Der Mensch bringt seine Qual allmählich auf die höchsten Höhen; er bringt sie demnächst mit der Zahnradbahn auf die Jungfrau; aber Herr Gutmann junior führte die Jungfrau auf die Feste Koburg.“ Der Ton bleibt durchweg heiter. Unbekümmert springt der Erzähler munter hin und her: „Wir haben uns nun um einige Stunden rückwärts zu versetzen.“
Erzählt wird eine Geschichte, die dreißig Jahren zurückliegt: „Sie lächelte... Jedenfalls, hätte sie nicht so gelächelt, wie sie lächelte, so wären sie, Willi Gutmann und Tilde Blume, heute noch nicht Mann und Frau. Sie lächelte zu dem „neuen Unsinn“ des Jünglings aus dem Norden.“
Klotildes Vater hatte als Militär nun wirklich keine Zeit, sich auch noch um Klotildes Erziehung zu kümmern. Das hatte der Onkel Laurian Poltermann, ein Junggeselle und glühender Jean-Paul-Verehrer, von Anfang an übernommen. Der Onkel hatte Klotildes Vornamen aus dem „Hesperus“ entlehnt. Mit Wina hatte sich der Apotheker beim militanten Schwager nicht durchsetzen können. Der Major, damals noch Oberleutnant, hatte befürchtet, dann in der Garnison für immer als General Zablocki herumzulaufen. Wenn sich Klotilde mit dem Onkel unterhält, ist zum Beispiel von Walt und von Flachsenfingen die Rede. Onkel Laurians überschwängliches Gerede hat auf die ganze Familie abgefärbt. Auch der Major kennt seinen Katzenberger; redet die Tochter mit Theoda an.

## Selbstzeugnis
- Am 1. Januar 1892 hatte sich ein gewisser rb in der „Kreuzzeitung“ über das Buch, diese „sonderbare Mischung von silbenstechender Wortwitzelei und Jean Paul’scher Geistesschwelgerei“ lustig gemacht. In einem Brief vom 4. Januar 1892 an E. Sträter ärgert sich Raabe über den „Mist“.[20]

## Rezeption
Zeitgenossen:
- Nach einer Besprechung von Robert Lange vom 11. Februar 1892 in den Leipziger Blättern für literarische Unterhaltung gehöre der Text „zu den wenigen Erzählungen Raabe’s, die uns ein ausschließlich heiteres Gesicht zeigen“. Gegenstand seien „die Einheitsbestrebungen der sechziger Jahre“. Die Liebesgeschichte sei „köstlich geschildert“.[21]
- Am 12. Februar 1892 wird in der Berliner Norddeutschen Allgemeinen Zeitung die Präsentation des historischen Hintergrundes als fesselnd charakterisiert.[22]
- Fritz Mauthner lobt am 5. März 1892 in seinem Berliner Magazin für die Literatur des In- und Auslandes das Buch als „besonders gelungen“. Der Text gewinne durch sein „pudelnärrisches Gemisch“ von der „entzückenden, kleinen Liebesgeschichte“ mit dem „feierlichen Ernst der ersten Sitzung des Nationalvereins“.[23]
- Der Rezensent im Hannoverschen Courier presst am 13. März 1892 seine Kritik „beim Lesen dieses krausen Zeugs“ in zwei Worte: Kopfschütteln und Lächeln löse Raabe aus. „Mit seinem behaglichen Plaudertalent und seinen liebenswürdigen Schildereien“ wirke der Autor zwar nicht mehr ganz so frisch wie früher, doch schlage er mit dem Text immer noch „hundert Andere aus dem Felde“.[24]
- Ein gewisser O.K. nimmt 1892 in der Leipziger Allgemeinen Konservativen Monatsschrift für das christliche Deutschland den „Advokaten-Patriotismus der Nationalliberalen“ aufs Korn und nennt Raabe einen großen Humoristen. Im gleichen Atemzug wird aber der Raabesche Humor bemängelt. Die Protagonisten fungierten nämlich als Sprachrohr des Autors und erschienen somit im „unwahren Licht“.[25]
- E. Sträter fragt in der Tübinger Allgemeinen Zeitung vom 31. Mai 1892 kopfschüttelnd: „Wer den Nationalverein humoristisch beleuchtet, belächelt der nicht auch den Staat Wilhelms I. und Bismarcks?“[26]
- Hermann Oncken schickt am 23. Oktober 1908 Raabe zwei Korrekturbogen seiner Bennigsen-Biographie zu. Darin wird die „greifbare, lebendige“ Schilderung des Geistes jener Tage anno 1860 bewundert.[27]
- Anlässlich der zweiten Auflage des Buches schreibt Karl Geiger am 16. August 1909 in der Beilage einer Tageszeitung: „Wenn einem, so hat sich unserm Wilhelm Raabe dieses Tragikomische unserer deutschen Geschichte geoffenbart.“ Raabe habe das Buch „als Gegengift gegen allen Pessimismus“ und „für die sich... um das deutsche Reich Absorgenden und Abmühenden“ geschrieben.[28]

Neuere Äußerungen:
- Als Tagungsteilnehmer habe Raabe nicht nur seine Aufzeichnungen, sondern sogar die Tagungsprotokolle für die Arbeit am Manuskript verwendet.[29]
- Raabe habe sein Werk eine „Bismarckiade“[30] genannt. Sprengel sieht die Eheschließung politisch-allegorisch. Der norddeutsche Bräutigam Willi bekommt die süddeutsche Braut Klotilde, wobei der österreichische Nebenbuhler Alois nonchalant verzichtet.[31]
- Den Gutmann senior habe Raabe erfunden. Bei der Figur des Willi Gutmann könnte einer von Raabes Wolfenbütteler Mitschülern, der drei Jahre ältere Gymnasiast Albert Baumgart, Pate gestanden haben. Und zur Figur der Klotilde Blume: Auf dem Immelborner Bahnhof hat Raabe laut Tagebuch eine hübsche Thüringerin gesehen.[32]
- Eine weiter führende Arbeit nennt von Studnitz:[33] Fritz Hartmann: „‚Gutmanns Reisen‘. Raabes politischer Roman.“ Mitteilungen der Raabe-Gesellschaft. Wolfenbüttel 1931, S. 156–171. Meyen[34] listet 14 Arbeiten aus den Jahren 1892 bis 1969 auf.

## Ausgaben

### Erstausgabe
- Gutmanns Reisen. Von Wilhelm Raabe 299 Seiten. Verlag von Otto Janke, Berlin 1892[35]

### Verwendete Ausgabe
- Gutmanns Reisen. S. 209–415, mit einem Anhang, verfasst von Karl Hoppe †, S. 464–500 in: Karl Hoppe (Hrsg.): Wilhelm Raabe: Stopfkuchen. Gutmanns Reisen. (2. Aufl., ohne ISBN) Vandenhoeck & Ruprecht, Göttingen 1969. Bd. 18 in Karl Hoppe (Hrsg.), Jost Schillemeit (Hrsg.), Hans Oppermann † (Hrsg.), Kurt Schreinert (Hrsg.): Wilhelm Raabe. Sämtliche Werke. Braunschweiger Ausgabe. 24 Bde.

### Weitere Ausgaben
- Gutmanns Reisen. Verlag von Otto Janke, Berlin 1909 (2. Auflage)
- Gutmanns Reisen. 232 Seiten. Klemm, Berlin-Grunewald 1916 (3. Auflage), Fraktur
- Gutmanns Reisen. 276 Seiten. Baumann, Kulmbach 1986, ISBN 3-922091-14-8